# Kriegsgräberstätte Heimbach

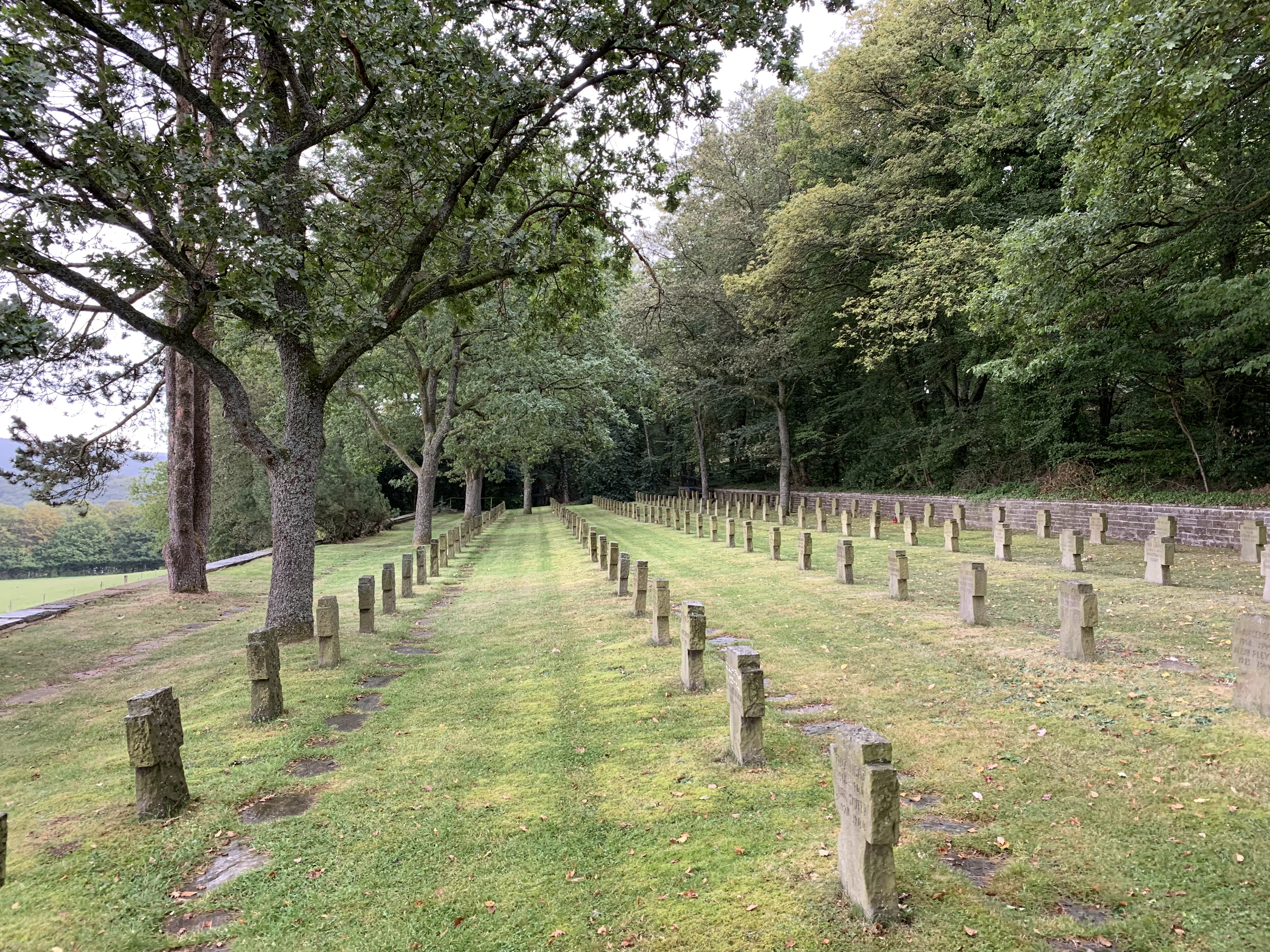
Kriegsgräberstätte Heimbach

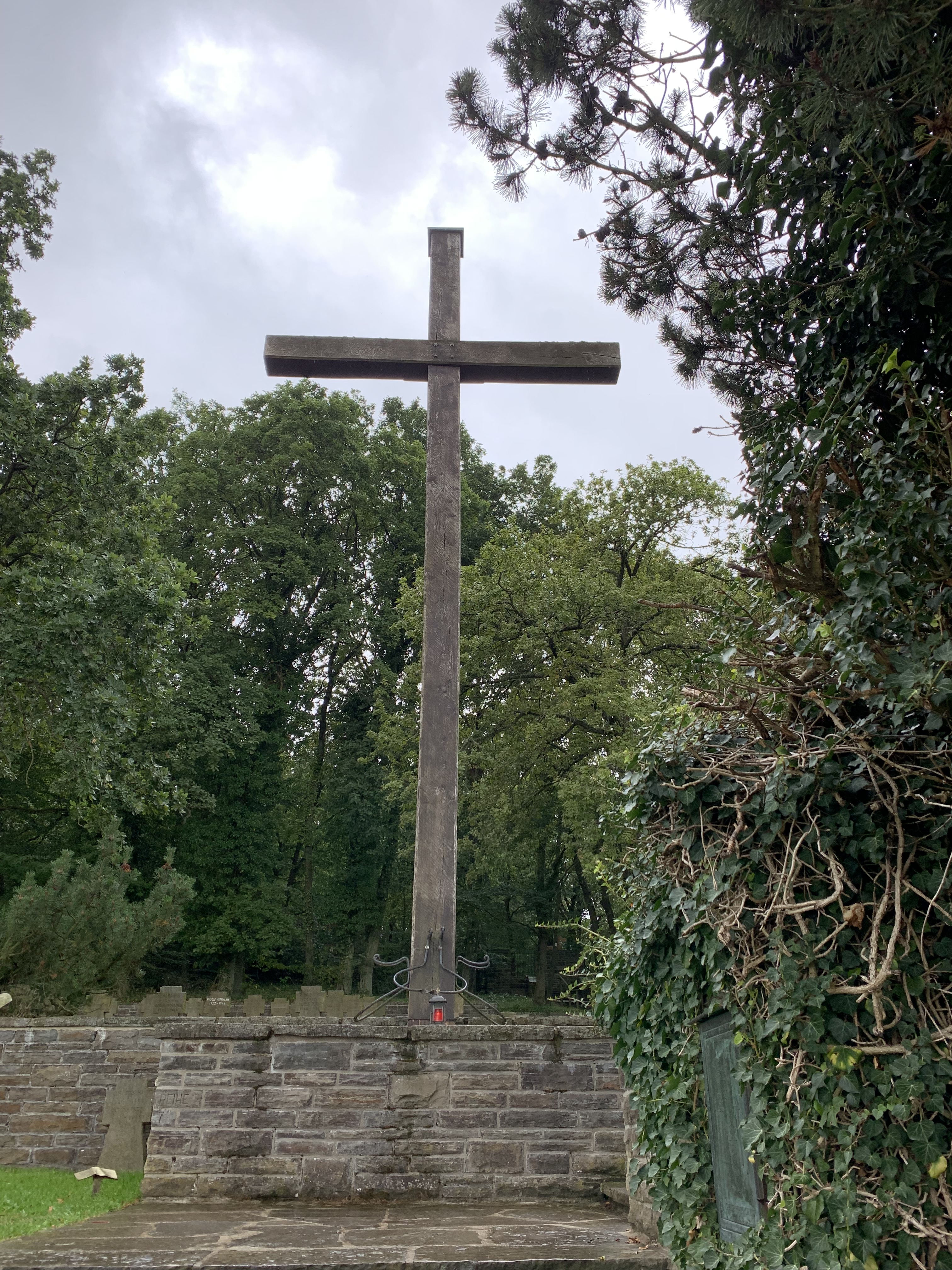
Eichenkreuz auf Bruchsteinsockel

Die Kriegsgräberstätte Heimbach ist eine Kriegsgräberstätte in Heimbach im Kreis Düren in Nordrhein-Westfalen. Die offizielle Bezeichnung des Volksbundes Deutsche Kriegsgräberfürsorge lautet: Kriegsgräberstätte Heimbach-Mariawald-Abtei Mariawald.

## Lage
Das Friedhof liegt im Naturschutzgebiet Kermeter auf rund 450 m NHN südwestlich der Abtei Mariawald. Er ist durch einen Fußweg vom Kloster aus erreichbar.

## Hintergrund und Geschichte
Zum Ende des Zweiten Weltkrieges bestand im Kloster von Herbst 1944 bis in das Frühjahr 1945 ein Hauptverbandplatz. Gefallene Soldaten wurden oberhalb des Klosters an einem Hang bestattet. 1949 gab es Überlegungen, die Toten auf den Soldatenfriedhof Gemünd umzubetten. Die Gemeinde Heimbach sprach sich jedoch gemeinsam mit dem Abt dafür aus, den Friedhof nicht nur beizubehalten, sondern auszubauen. Der Volksbund Deutsche Kriegsgräberfürsorge beauftragte daraufhin 1950 den Bensberger Architekten Orth mit dem Ausbau eines Ehrenfriedhofs. Neben den Verstorbenen aus Heimbach wurden weitere Tote aus Berg, Eicks, Glehn, Hostel und Sauermühle umgebettet. Hinzu kamen Gefallene aus dem Soldatenfriedhof Schönblick, der sich neben dem Missionshaus St. Michael in Heimbach befand. Die Einweihung fand am 20. September 1953 durch den Aachener Regierungspräsidenten Brand statt. Den Einsegnungsgottesdienst leiteten der Domkapitular Neujean aus Schleiden gemeinsam mit dem Pfarrer Korth aus Gemünd. Jährlich findet am Volkstrauertag eine Gedenkfeier statt.

## Aufbau
Den Mittelpunkt der Anlage bildet ein 11 m hohes Kreuz aus Eiche, das auf einem Bruchsteinsockel errichtet wurde. Seitlich ist eine Treppe mit einer Mauer, in die eine Kassette mit dem Gräberverzeichnis eingelassen ist. Dahinter befinden sich fünf Reihen mit Gräbern, die durch Kreuze aus Grauwacke gekennzeichnet sind. Insgesamt sind auf dem Friedhof 414 Kriegstote begraben, darunter russische und polnische Soldaten. Die jüngsten Toten sind 18 bis 20 Jahre alt. Ein Gefallener aus Luxemburg wurde 1946 in seine Heimat überführt. Am hinteren Eingang trägt ein Stein im Mauerwerk die Inschrift: „EHRENFRIEDHOF MARIAWALD / GEDENKET DER HIER RUHENDEN GEFALLENEN DES KRIEGES 1939–1945“. Er wird durch einen weiteren Gedenkstein neben den Gräbern ergänzt auf dem steht: „GEDENKT UNSERER TOTEN IM OSTEN“.